# Elsinore (bedrijf)
Elsinore is een bedrijf dat van 1973 tot 1983 de crossmotoren ontwikkelde voor Honda,
Honda Motor Co. Ltd., Chuo-ku, Tokio.
Elsinore bouwde de eerste Honda-crossmotoren met tweetaktblokken. De eerste werd gebouwd in februari 1973.